# Wspólnota administracyjna Gleichberge
Wspólnota administracyjna Gleichberge (niem. Verwaltungsgemeinschaft Gleichberge) – dawna wspólnota administracyjna w Niemczech, w kraju związkowym Turyngia, w powiecie Hildburghausen. Siedziba wspólnoty znajdowała się w mieście Römhild.
31 grudnia 2012 wspólnota została rozwiązana, a cztery gminy wchodzące w jej skład, zostały włączone do miasta Römhild.
Wspólnota administracyjna zrzeszała pięć gmin, w tym jedną gminę miejską (Stadt) i cztery gminy wiejskie:
1. Haina
2. Mendhausen
3. Milz
4. Römhild
5. Westenfeld